# Saddam
Saddam (en arabe : صَدَّامْ, Ṣaddām), est un prénom arabe signifiant « celui qui confronte », « redoutable adversaire/confronteur »,.
À la suite de la guerre d'Irak, le prénom a connu une popularité croissante au sein des populations sunnites, où la figure de Saddam Hussein est perçue comme le symbole d'une résistance,.

## Personnalités
- Saddam Hussein (1937–2006), ex-président de l'Irak
- Saddam Hussain (1991-), athlète pakistanais
- Saddam Hussain (1993-), footballeur pakistanais
- Saddam Hosein, homme politique de Trinité-et-Tobago
- Saddam Hossain (1994-), joueur de cricket bangladais
- Saddam Hossain (1995-), joueur de cricket bangladais
- Saddam Haftar (1991-), homme politique libyen
- Saddam Kamel (1956–1996), gendre de Saddam Hussein, ancien chef de la Garde républicaine irakienne
- Saddam Kietyongyuth (1983-), boxeur thaïlandais
- Saddam al-Jamal (1987-), militant islamiste
- Saddam Abdel-Muhsan (1991-), footballeur jordanien
- Saddam Afridi, joueur de cricket pakistanais
- Sadam Ali (1988-), boxeur yéméno-américain
- Sadam Koumi (1994-), sprinteur soudanais
- Sadam Sulley (1996-), footballeur ghanéen
- Sadam Mangal (1998-), joueur de cricket afghan
- Saddem Hmissi (1991-), joueur de volley-ball tunisien
- Pour l'ensemble des articles sur les personnes portant ce prénom, consulter :
  - la liste des articles dont le titre commence par ce prénom
  - les listes produites par Wikidata : Liste des personnes de prénom « Saddam » — même liste en incluant les éventuels prénoms composés qui contiennent « Saddam ».